# Melospiza lincolnii
Melospiza lincolnii е вид птица от семейство Овесаркови (Emberizidae).

## Разпространение
Видът е разпространен в Бахамските острови, Белиз, Гватемала, Доминиканската република, Канада, Кайманови острови, Коста Рика, Куба, Мексико, Пуерто Рико, Салвадор, Сен Пиер и Микелон, САЩ, Търкс и Кайкос, Хаити и Хондурас.